# Segells i història postal de l'Azerbaidjan

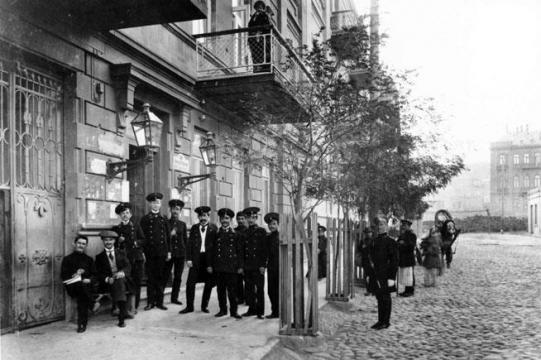
Carters a Bakú, 1914.

Els segells i història postal de l'Azerbaidjan descriuen la història dels segells de correus i els sistemes postals a l'Azerbaidjan, que segueix de prop la història política de l'Azerbaidjan, des de la seva incorporació a l'Imperi Rus el 1806, fins a la seva breu independència obtinguda el 1918, que va perdre. a la Unió Soviètica el 1920 i va tornar a adquirir el 1991 després de la dissolució de la Unió Soviètica.

## Imperi Rus

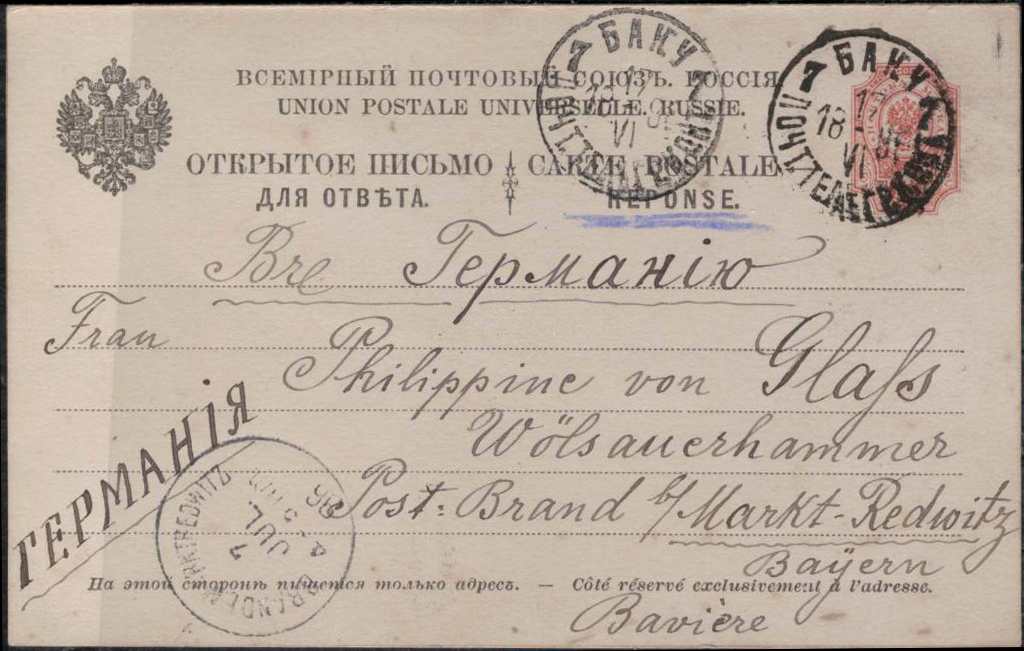
Una postal de l'Azerbaidjan a Alemanya durant l'època de l'Imperi Rus, 1896.

El modern servei postal a l'Azerbaidjan va començar a principis del segle XIX, quan l'Azerbaidjan va passar a formar part de l'Imperi Rus. La primera oficina de correus es va obrir el 1818 a Elizavetpol (ara Gandja). El primer servei de reenviament de correu es va establir el 1826 a Bakú, seguit del segon servei de reenviament de correu que es va establir el 1828 a Nakhtxivan. Es van obrir les oficines de correus Quba, Shusha, Shamakhi, Lenkoran, Nukha (ara Shaki) i Salyan. Al territori de l'Azerbaidjan es van utilitzar obliteradors i segells de l'Imperi Rus des de 1858. Els primers segells de correus estaven composts per punts de diferents formes. Aviat van seguir segells de correu datats amb noms de ciutats.

## República Democràtica de l'Azerbaidjan

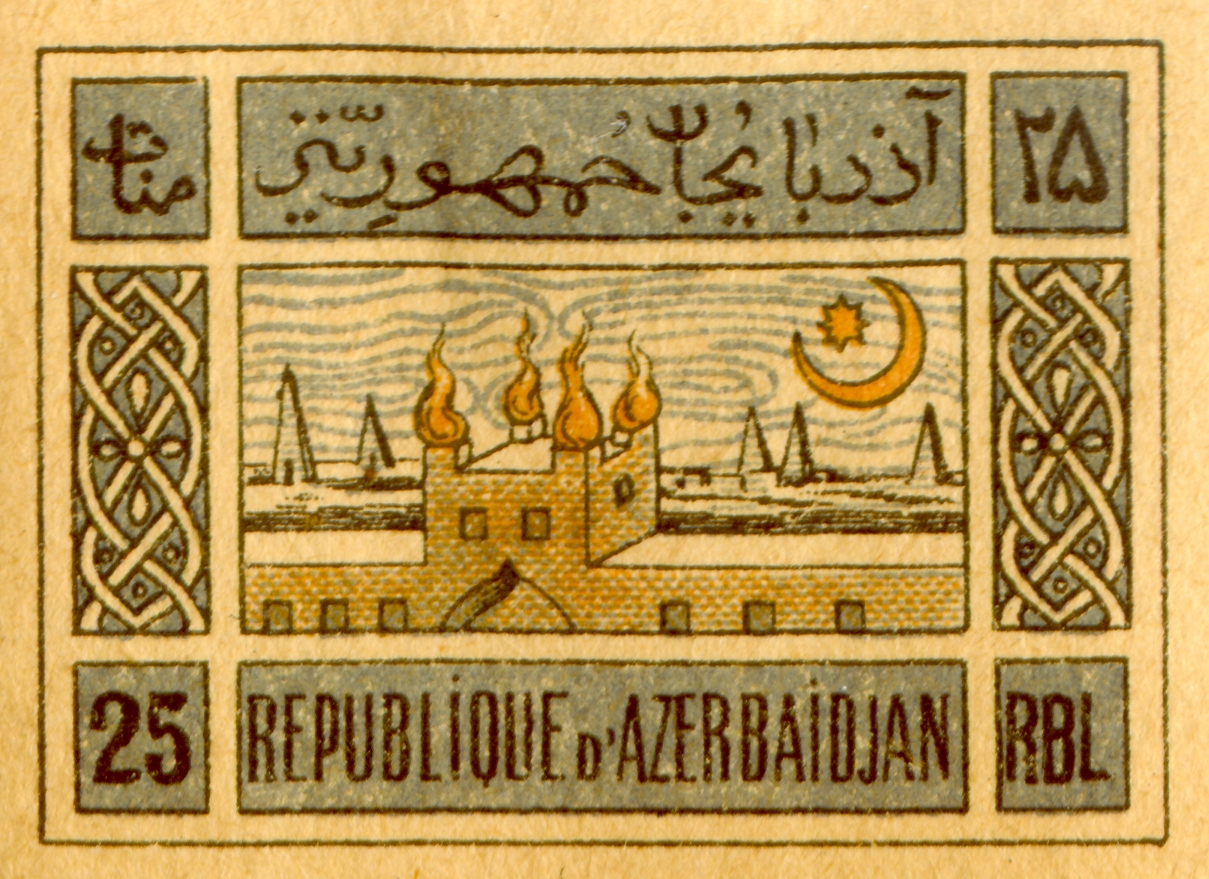
Segell de la República Democràtica de l'Azerbaidjan, 1919.

Els primers segells de l'Azerbaidjan van ser emesos el 1919 per la República Democràtica de l'Azerbaidjan i constaven d'un conjunt de deu dissenys pictòrics a 50r. Hi ha dues impressions diferents, una de 1919 sobre paper blanc amb goma blanquinosa i una de 1920 sobre paper polit amb goma groga o sense goma. La primera impressió és més escassa i existeixen falsificacions.

## República Socialista Soviètica de l'Azerbaidjan

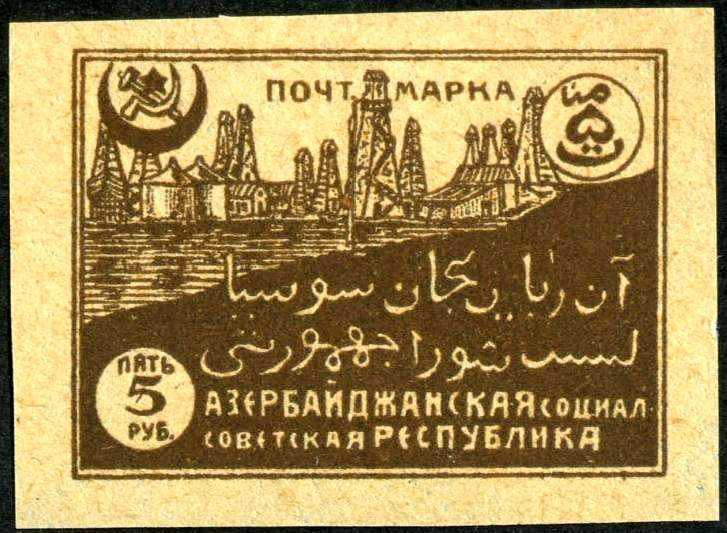
Segell de la República Socialista Soviètica de l'Azerbaidjan, 1921.

El 27 d'abril de 1920 l'Exèrcit Roig va entrar a la capital Bakú i es va crear la República Socialista Soviètica de l'Azerbaidjan, que va passar a formar part de la Unió Soviètica. Els primers segells de la RSS Azerbaidjan es van emetre l'any 1921 i consistien en un conjunt de 15 segells que mostraven escenes locals i polítiques com un pou de petroli i una mesquita. El 1921 es van emetre més segells per a alleujar la fam i sobreimpressions amb inscripcions de control local el 1922. No obstant això, els segells d'alleujament de la fam de 1923 de l'Azerbaidjan són falsos, i aquests van ser posteriorment falsificats. La república era reconeguda periòdicament en jocs de segells en honor a les diferents parts de l'URSS. Durant tot el període soviètic, uns 60 segells amb temes nacionalistes i ètnics azerbaidjans van ser emesos pel propi govern central de l'URSS, amb figures destacades, edificis, flora, fauna i altres temes relacionats amb l'Azerbaidjan.

## República Federal Soviètica de Transcaucàsia

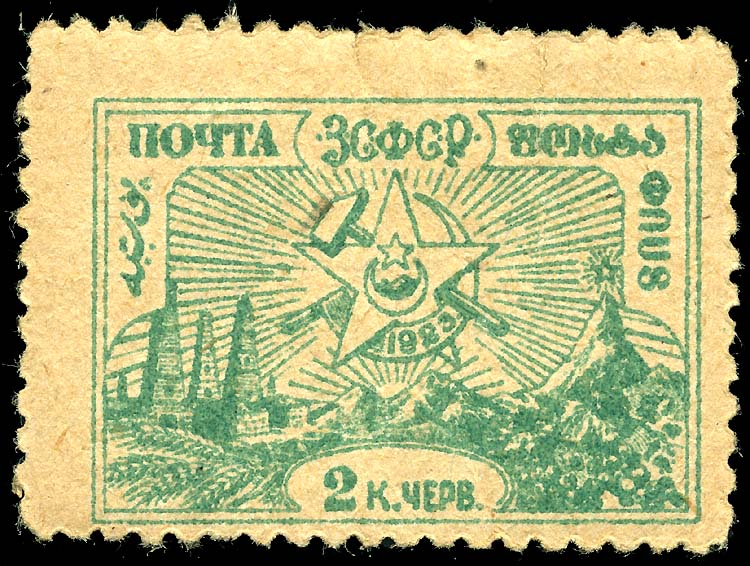
Segell de la República Federativa Soviètica Socialista de Transcaucàsica, 1923.

El 12 de març de 1922, Azerbaidjan, Armènia i Geòrgia es van federar com a República Federal Soviètica de Transcaucàsia. Els segells d'Azerbaidjan es van sobreimprimir primer en moneda àzeri, després en rubles transcaucàsics. El 1923 es van emetre segells soviètics sobreimpresos a tot el país. A partir de l'1 d'octubre de 1923, els segells de la RSS Azerbaidjan van ser substituïts completament per segells de la RFST que es van utilitzar fins a la dissolució de la RFST i la segona refundació de la República Socialista Soviètica de l'Azerbaidjan el 1936. Els segells de la RSS Azerbaidjan es van tornar a emetre juntament amb els segells soviètics de tot el país que es van utilitzar fins a la dissolució de la Unió Soviètica i la RSS Azerbaidjan el 1991.

## República de l'Azerbaidjan

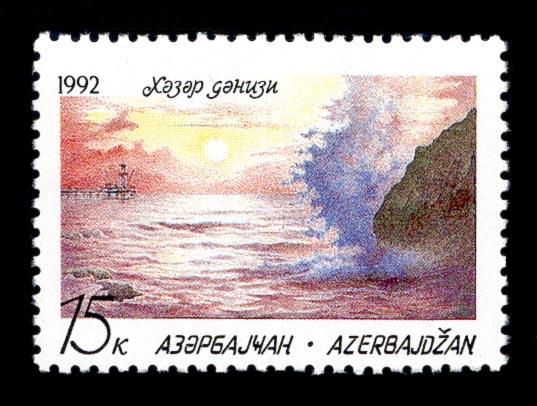
Primer segell de la República de l'Azerbaidjan, 1992.

El 19 de novembre de 1990, la República Socialista Soviètica de l'Azerbaidjan va ser rebatejada com a República de l'Azerbaidjan. Es va convertir en un país independent el 18 d'agost de 1991 i el seu primer segell es va emetre el 26 de març de 1992 per marcar la seva independència. A diferència de la majoria de les altres repúbliques exsoviètiques, l'Azerbaidjan no va sobreimprimir els segells soviètics per satisfer les seves necessitats postals després de la independència. El servei postal nacional Azərpoçt es va fundar el 1992, que es va reestructurar el 1999 i que es va convertir en l'operador postal nacional el 2004. L'empresa nacional de segells postals Azermarka va començar a funcionar l'any 1992 i és responsable de la producció i venda de tots els segells de correus de l'Azerbaidjan. L'1 d'abril de 1993, l'Azerbaidjan es va convertir en membre de la Unió Postal Universal. S'han produït diversos segells definitius i commemoratius que representen temes d'actualitat i locals. També s'han emès cobertures de primer dia i papereria postal. Els primers segells que representaven persones es van emetre l'any 1993. La primera persona que apareixia en un segell postal després de la dissolució de la Unió Soviètica va ser Heydar Aliyev, el tercer president de l'Azerbaidjan. Els primers segells que es van emetre en la nova moneda azerbaidjana, el manat, que es va introduir per substituir el ruble soviètic utilitzat per a les emissions anteriors des de la independència, van aparèixer l'octubre de 1992, després de la introducció de la nova moneda el 15 d'agost de 1992. La moneda el valor dels segells (en manats o en qəpiks, la divisió de 1⁄100 del manat) varia segons l'any d'emissió. El 1998, suposadament es van emetre 19 jocs de segells de correu il·legals a Nakhtxivan, que representen, entre d'altres, Diana de Gal·les i el grup pop britànic Spice Girls. En conseqüència, els funcionaris azerbaiyanos han emès avisos a la Unió Postal Universal, notificant-los sobre segells falsificats sobre temes temàtics populars emesos en el seu nom.